# Antoni Peyrí i Macià
Antoni Peyrí i Macià (Barcelona, 1924 - Barcelona, 15 de juny de 2017) és un arquitecte, dibuixant i pintor mexicà d'origen català, exiliat a Mèxic del franquisme. És fill de Josefina Macià i Lamarca, filla de Francesc Macià, i del dermatòleg Antoni Peyrí i Rocamora.

## Biografia
Va començar els estudis a l'Institut-Escola, on fou company d'Oriol Bohigues, però l'esclat de la guerra civil espanyola va fer que els seus pares l'enviaren a estudiar a França el 1937. El 1940 marxà a Veneçuela amb el seu pare, que investigava un brot de lepra a la zona del riu Orinoco, i el 1941 s'establí a Mèxic amb la seva família, on adquiriria la nacionalitat mexicana.
Va estudiar arquitectura a l'Escola Nacional d'Arquitectura (ENA) de la Universitat Nacional Autònoma de Mèxic (UNAM), on es va llicenciar en 1950. Hi va exercir la docència de 1951 a 1970 i també fou professor de disseny fins al 1978. De 1968 a 1975 també fou Director del Departament de Disseny Arquitectònic de la División de Estudios Superiores de l'ENA.
Va viatjar per Amèrica i Europa amb missions d'investigacions pedagògiques com a Delegat Oficial del Colegio de Arquitectos de México en els congressos internacionals de París (1965), Praga (1967) i Mèxic (1970), cosa que li va permetre contactar amb György Kepes, Walter Gropius, Mirko Basaldella, Philip Johnson, Eduardo Catalano i Josep Lluís Sert, entre d'altres. Fou representant del Colegio de Arquitectos de México a la Unió Internacional d'Arquitectes. Va ser coordinador del Seminario Nacional de Proyectos de la Asociación Nacional de Escuelas y Facultades de Arquitectura de México.
Intervingué, amb Mario Maní, en el pla urbanístic d'Acapulco, i juntament amb Félix Candela i Enrique Castañeda, va projectar el Palau d'Esports per als Jocs Olímpics d'Estiu de 1968 celebrats a ciutat de Mèxic i el Centre d'Exposicions de la UNAM. A partir del 1975 el dibuix i la pintura van passar a ser les seves activitats dominants, de tal manera que és considerat a Mèxic com un dels principals representants de la pintura abstracta contemporània. La seva pintura, de formes indefinides, parteix de l'aplicació acurada i suau dels colors.
Va exposar per primer cop a la Galeria Proteo de Mèxic en 1961, i des d'aleshores ho ha fet a Barcelona, San Francisco, Nova York, Bonn, Lisboa, Coïmbra i Porto. El 1990 es va establir a Catalunya i el 1994 fou objecte d'una gran retrospectiva al Palau Robert. El 2004 va rebre un homenatge de l'Ateneu Barcelonès.